# Распределительный вал

Компьютерная анимация распределительного вала, управляющего движением клапанов

Распределительный вал или распредвал — вал двигателя внутреннего сгорания, управляющий открытием и закрытием клапанов двигателя. Основная деталь газораспределительного механизма (ГРМ), служащего для синхронизации тактов работы двигателя и впуска-выпуска топливной смеси/воздуха и отработанных газов.
В современных автомобильных двигателях, как правило, расположен в верхней части головки блока цилиндров и соединён со шкивом или зубчатой звёздочкой коленвала ремнём или цепью ГРМ соответственно, и вращается с вдвое меньшей частотой, чем последний (на 4-тактных двигателях). Составной частью распредвала являются его кулачки, количество которых традиционно соответствует количеству впускных и выпускных клапанов двигателя. Таким образом, каждому клапану соответствует индивидуальный кулачок, который и открывает клапан, набегая на рычаг толкателя клапана. Когда кулачок «сбегает» с рычага, клапан закрывается под действием мощной возвратной пружины.
По расположению относительно блока цилиндров двигателя, распредвалы делятся на нижние и верхние.
Нижние расположены в самом блоке и в английской литературе обозначаются как «Cam-in-Block», могут управлять клапанами как с боковым, так и верхним расположением. Применялись широко в прошлом, а также и поныне для ряда тихоходных двигателей, либо там где требуется малая высота мотора.
Верхнее расположение распредвала достигается его размещением в головке блока цилиндров, и в английской терминологии обозначается как «OHC» (overhead cam) или «Cam-in-Head». Позволяет создавать моторы с высокими рабочими оборотами и мощностью. Двигатели с единственным верхним распредвалом на головку блока цилиндров в английской терминологии обозначаются «SOHC», с двумя распредвалами — «DOHC». Часть двигателей вовсе лишена распредвала в механизме ГРМ (поршневой либо золотниковое газораспределение). Ниже описаны варианты верхнего расположения распредвала:
Двигатели с рядной конфигурацией цилиндров и 2 клапанами на цилиндр обычно имеют один распределительный вал, с 3 клапанами (как правило 2 впускных и один выпускной) — также один распредвал, с 4 клапанами — как один, так и два распредвала, хотя преобладают решения с двумя валами. V-образные и оппозитные двигатели — либо один распредвал в развале блока, либо два — по одному на каждую головку блока.
Использование одного распредвала упрощает конструкцию, удешевляет её, делает компактнее и дешевле в обслуживании. Применяется как правило в бюджетных моторах, либо там где использование двух распредвалов нерационально или технически затруднено.
Использование двух распредвалов позволяет проще организовать привод 4-х клапанов на цилиндр (это необходимо для увеличения наполнения цилиндров), уменьшить инерционные нагрузки в ГРМ, легко организовать сдвиг фаз газораспределения. Это один из обязательных пунктов в увеличении мощности и эффективности мотора. Современные двигатели всё чаще имеют системы регулировки фаз газораспределения, то есть механизмы, которые позволяют проворачивать распредвал относительно приводной звездочки, тем самым изменяя момент открытия и закрытия (фазу) клапанов, и тем самым увеличить наполнение цилиндров. Также применяются системы изменения хода клапанов, имеющие большее количество кулачков распредвала, чем самих клапанов.

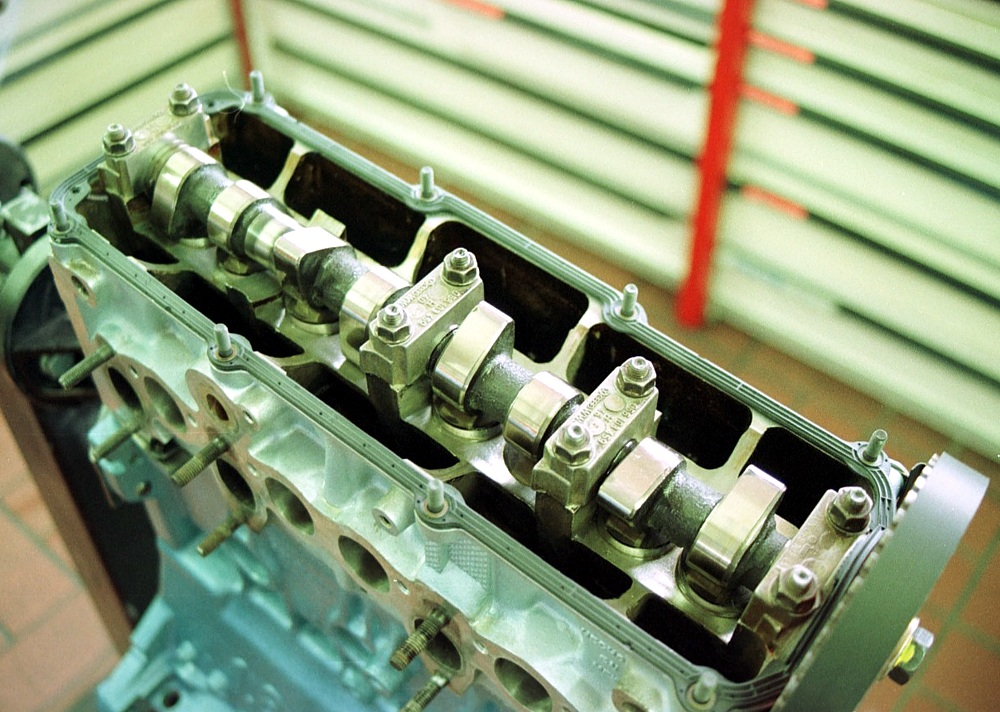
4-цилиндровый двигатель Volkswagen, тип RP, объёмом 1,8 л. со снятой клапанной крышкой. Хорошо виден распределительный вал на 8 клапанов.